# Dịch chuyển địa chấn
Dịch chuyển địa chấn là quá trình mà các sự kiện địa chấn được định vị lại một cách hình học trong không gian hoặc thời gian đến địa điểm sự kiện xảy ra ở dưới bề mặt chứ không phải vị trí mà nó đã được ghi nhận ở bề mặt, do đó tạo ra một hình ảnh dưới lòng đất chính xác hơn. Quá trình này là cần thiết để khắc phục những hạn chế của các phương pháp địa vật lý khi nghiên cứu các khu vực địa chất phức tạp, chẳng hạn như: đứt gãy, cấu trúc muối, nếp uốn, v.v
Phương pháp dịch chuyển di chuyển các mặt phản xạ nghiêng về vị trí đúng dưới lòng đất của chúng và loại bỏ nhiễu xạ, tạo thành một hình ảnh được dịch chuyển mà có độ phân giải không gian tăng lên và hiển thị các khu vực địa chất phức tạp tốt hơn nhiều so với ảnh chưa được dịch chuyển. Dịch chuyển là một trong các kỹ thuật xử lý dữ liệu tiêu chuẩn cho các phương pháp dựa trên địa vật lý phản xạ (địa chấn phản xạ và radar quét).
Sự cần thiết của phương pháp dịch chuyển đã được hiểu ra từ thời kỳ đầu của thăm dò địa chấn và dữ liệu địa chấn phản xạ từ rất sớm đã được dịch chuyển vào năm 1921. Thuật toán tính toán dịch chuyển đã xuất hiện từ nhiều năm trước nhưng chỉ mới được đưa vào sử dụng rộng rãi trong 20 năm qua, vì nó cần rất nhiều dữ liệu. Dịch chuyển có thể nâng lên đáng kể chất lượng hình ảnh nên thuật toán là chủ đề đang được tăng cường nghiên cứu, cả trong ngành công nghiệp địa vật lý cũng như giới học thuật.

## Cơ sở

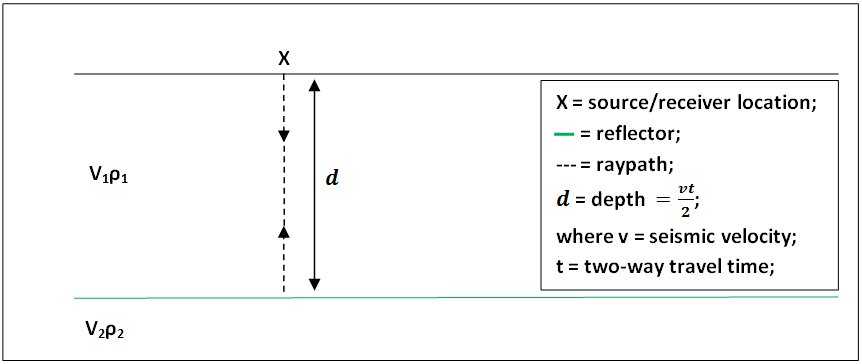
Sơ đồ cho thấy đường tia phản xạ không offset từ một mặt phản xạ ngang.

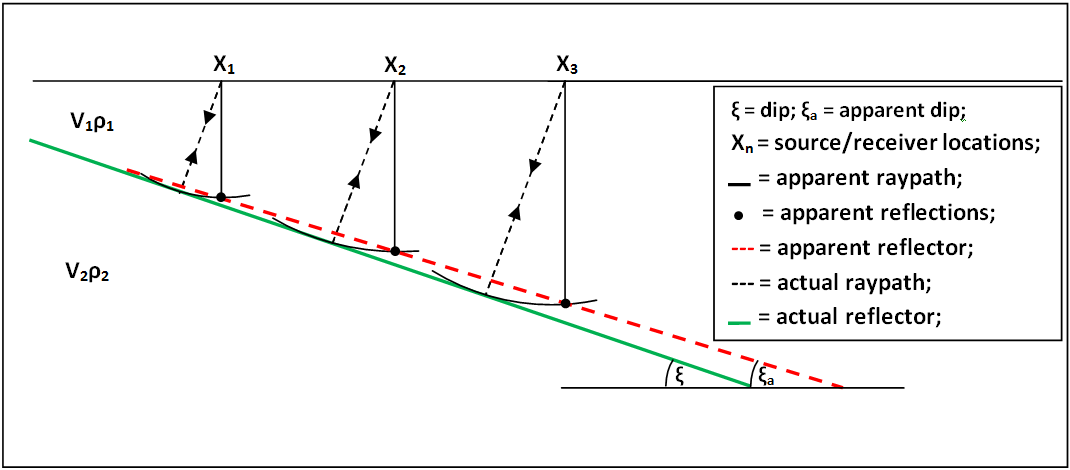
Diagram showing the raypath for a zero-offset reflection from a dipping reflector and the resultant apparent dip.

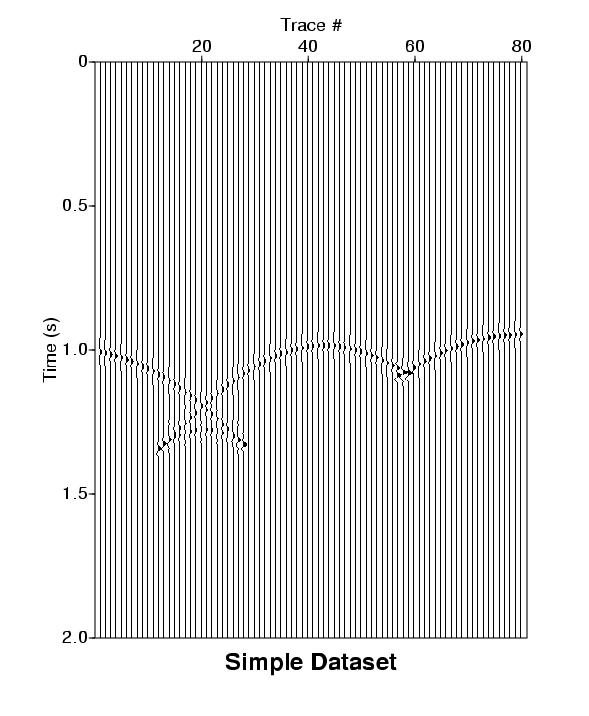
Một bộ dữ liệu không offset chưa dịch chuyển. Dữ liệu thô không offset của một nếp lõm trong thế giới vận tốc không đổi. Lưu ý hiệu ứng hình nơ trong ảnh. Nó xảy ra do phản xạ xảy ra ở cả hai mặc của nếp lõm, và đến cùng một máy thu cùng lúc. Phương pháp dịch chuyển có thể chỉnh hiệu ứng này.

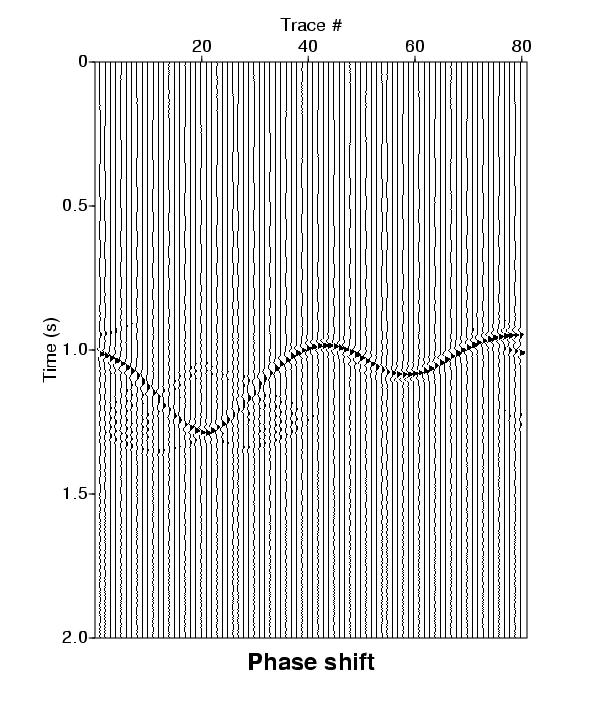
Một dữ liệu không offset được dịch chuyển. Dữ liệu này được dịch chuyển bằng phương pháp dịch chuyển thời gian, nghĩa là dịch chuyển pha ở miền Fourier. Sự dịch chuyển đã đưa tất cả các sự kiện vào vị trí chính xác, xây dựng lại được hình ảnh nếp uốn lõm. Tuy nhiên, có một số sai sót, nên có nhiễu do dịch chuyển hình cung.

Sóng địa chấn là sóng đàn hồi mà truyền qua Trái Đất với một vận tốc xác định, bị chi phối bởi các đặc tính đàn hồi của đá mà chúng đang di chuyển trong đó. Tại mặt tiếp giáp giữa hai loại đá, với trở kháng âm thanh khác nhau, năng lượng địa chấn hoặc bị khúc xạ, hoặc bị phản xạ trở lại về phía bề mặt hoặc suy giảm bởi môi trường. Năng lượng phản xạ đến bề mặt và được ghi lại bởi đầu thu sóng địa chấn được đặt ở một khoảng cách đã biết từ nguồn sóng. Khi một nhà địa vật lý xem năng lượng ghi nhận từ đầu thu, họ biết cả thời gian di chuyển và khoảng cách giữa nguồn và đầu thu, nhưng không phải là khoảng tới mặt phản xạ. Trong bối cảnh địa chất đơn giản nhất, với một mặt phản xạ đơn nằm ngang, một vận tốc không đổi và một nguồn và đầu thu tại cùng một địa điểm (gọi là không offset, offset là khoảng cách giữa nguồn và máy thu), nhà địa vật lý có thể xác định vị trí của mặt phản xạ bằng cách sử dụng mối quan hệ:
{\displaystyle d={\frac {vt}{2}},}
trong đó d là khoảng khách, v là vận tốc sóng và t là thời gian đo được từ nguồn đến đầu thu.
Trong trường hợp này, khoảng cách bị giảm một nửa vì ta cho là chỉ mất một nửa tổng thời gian để đi đến mặt phản xạ từ nguồn, sau đó một nửa còn lại để quay về đầu thu.
Kết quả là một giá trị vô hướng, mà thực sự đại diện cho khoảng cách nửa hình cầu, từ nguồn/đầu thu, mà sự phản xạ có thể có bắt đầu từ đó. Đó là một nửa hình cầu, và không phải cả hình cầu, bởi vì chúng ta có thể bỏ qua tất cả các khả năng xảy ra phía trên bề mặt được coi là không hợp lý. Trong trường hợp đơn giản của một phản xạ nằm ngang, có thể giả định rằng sự phản xạ nằm theo chiều dọc phía dưới vị trí nguồn/đầu thu (xem biểu đồ).
tình huống trở nên phức tạp hơn trong trường hợp mặt phản xạ dốc, vì tia phản xạ đầu tiên xảy ra ở vị trí cao hơn trên mặt dốc (xem sơ đồ) và do đó đồ thị quãng đườn-thời gian sẽ hiển thị một độ dốc bị giảm được là định nghĩa của phương trình "dịch chuyển":
{\displaystyle \tan \xi _{a}=\sin \xi ,}
trong đó ξa is the độ dốc biểu kiến và ξ là độ dốc thật.
Dữ liệu không offset quan trọng với một nhà địa vật lý vì vận hành dịch chuyển sẽ đơn giản hơn, và có thể được diễn tả ở bề mặt hình cầu. Khi dữ liệu được thu thập tại không offset, hình cầu trở thành ellipsoid và trở nên tạp hơn nhiều để diễn tả (cả về mặt hình học, cũng như tính toán).

## Sử dụng
Với một nhà địa vật lý học, phức tạp địa chất là bất cứ đâu có sự tương phản vận tốc ngang và/hoặc dọc rõ rệt hoặc đột ngột (VD: sự thay đổi đột ngột về loại đá hoặc tính chất thạch học mà tạo ra sự thay đổi đột ngột vận tốc sóng địa chấn).
Một số ví dụ về những gì một nhà địa vật lý coi là phức tạp địa chất: đứt gãy, nếp uốn, (vài) vết nứt, cấu trúc muối, và bất chỉnh hợp.  Trong những trường hợp này một dạng dịch chuyển được sử dụng gọi là dịch chuyển trước hợp (PreSM), trong đó tất cả các mạch địa chấn được dịch chuyển trước khi được di chuyển về không offset. Vì thế, nhiều thông tin được sử dụng hơn, tạo ra hình ảnh tốt hơn nhiều, cùng với sự thật là PreSM tính thay đổi vận tốc chính xác hơn nhiều dịch chuyển sau hợp.

## Các loại dịch chuyển
Tùy thuộc vào ngân sách, hạn chế thời gian và địa chất dưới bề mặt, nhà địa vật lý có thể sử dụng 1 trong hai loại thuật toán dịch chuyển cơ bản, được xác định bởi miền mà họ áp dụng lên: dịch chuyển thời gian và dịch chuyển độ sâu.

### Dịch chuyển thời gian
Dịch chuyển được áp dụng cho dữ liệu địa chấn ở miền thời gian. Loại dịch chuyển này giả định chỉ có thay đổi nhẹ vận tốc ngang và nó giúp chia nhỏ sự hiện diện của những cấu trúc ngầm phức tạp nhất, đặc biệt là muối. Một số loại thuật toán dịch chuyển thời gian phổ biến là: dịch chuyển Stolt, Gazdag và chênh-lệch-có-giới-hạn.

### Dịch chuyển độ sâu
Dịch chuyển độ sâu được áp dụng cho dữ liệu địa chấn ở chỗ sâu (trong hệ tọa độ Descartes), cái mà phải được tính từ dữ liệu địa chấn trong hệ tọa độ thời gian. Phương pháp này vì thế đòi hỏi một mô hình vận tốc, trong khi tạo một mô hình vận tốc địa chất là một quá trình dài và lặp đi lặp lại. Lợi ích rõ rệt của phương pháp này là nó có thể sử dụng hiệu quả trong khu vực có thay đổi vận tốc theo chiều ngang, nơi thường là hấp dẫn nhất đối với những nhà địa chất dầu khí. Một số thuật toán dịch chuyển độ sâu phổ biến được sử dụng là dịch chuyển độ sâu Kirchhoff, dịch chuyển đảo ngược thời gian (RTM), dịch chuyển tia Gauss và dịch chuyển phương trình sóng.

## Độ phân giải
Mục đích của việc dịch chuyển là tăng độ phân giải không gian và một trong những giả thiét được đặt ra về dữ liệu địa chấn là nó chỉ hiển thị sóng phản xạ sơ cấp và tất cả nhiễu bị loại bỏ. Để đảm bảo độ phân giải tối đa (và do đó chất lượng hình ảnh được nâng lên tối đa) dữ liệu cần được xử lý đủ trước khi thực hiện dịch chuyển. Nhiễu có thể dễ dàng được phân biệt vì làm giảm độ rõ nét của hình ảnh trong quá trình dịch chuyển.
Một sự cân nhắc cơ bản nữa là nên sử dụng dịch chuyển 2D hay 3D. Nếu dữ liệu địa chấn có thành phần vông góc với đường thu thập dữ liệu, thì sóng phản xạ sơ cấp sẽ di chuyển ra khỏi mặt phẳng và không thể dịch chuyển về vị trí bang đầu. Trong trường hợp này, cần dịch chuẩn 3D để đạt được hình ảnh tốt nhất.
Máy tính xử lý địa chấn hiện đại có khả năng thực hiện dịch chuyển 3D tốt hơn, nên vấn đề tốn nguồn nhân lực để thực hiện dịch chuyển 3D ít xảy ra hơn.

## Dịch chuyển đồ hoạ

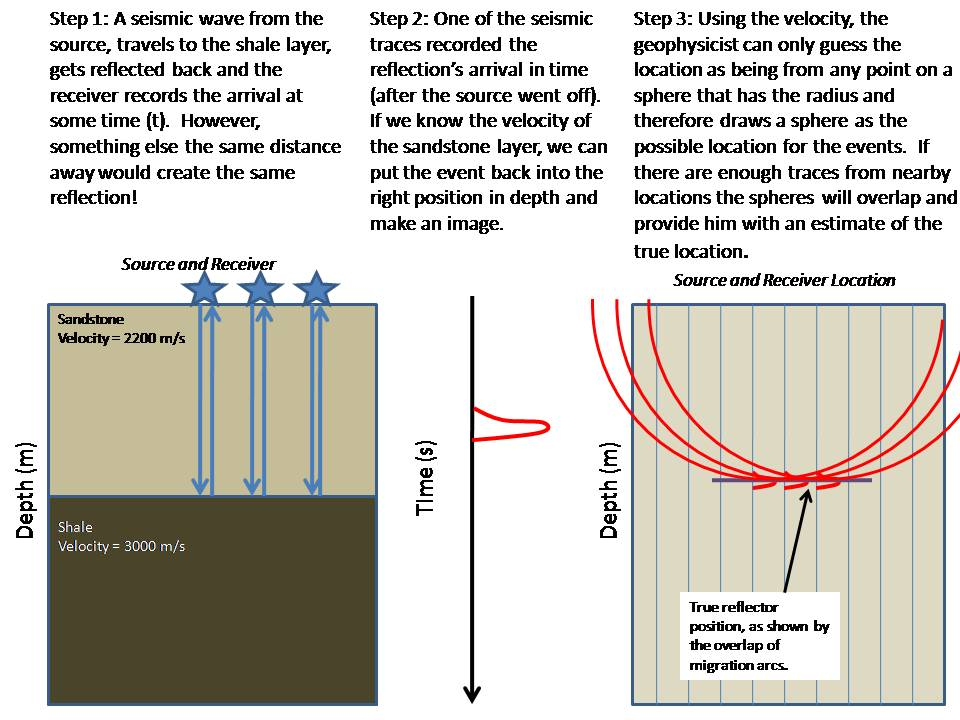
Một ví dụ đơn giản về dịch chuyển đồ hoạ. Trước sự xuất hiện của máy tính hiên đại những năm 1960 và 1970 cách này đã được sử dung bởi các nhà địa vật lý để 'dịch chuyển' dữ liệu của họ một cách cơ bản. Phương pháp này trở nên lỗi thời sau sự xuất hiện của bộ xử lý số, nhưng vẫn hữu ích để hiểu biết về quy luật dịch chuyển.

Dạng đơn giản nhất của dịch chuyển là dịch chuyển đồ hoạ. Dịch chuyển đồ hoạ giả địch vận tốc trên Trái Đất là hằng số và không có offset, trong đó một nhà địa vật lý vẽ những hình tròn hoặc hình cầu từ máy thu đến vị trí các sự kiện. Giao điểm của các vòng tròn tạo thành vị trí 'thật' của mặt phản xạ ở không gian và thời gian. Có thể xem ví dụ trong hình.